# Charles Drake
Charles Drake (eg Charles Ruppert), föddes 2 oktober 1917 i New York, död 10 september 1994 i East Lyme, Connecticut, var en amerikansk skådespelare.

## Karriär
Drake tog utexaminerades Nichols College och blev först försäljare. 1939 påbörjade han sin karriär som skådespelare och skrev under ett kontrakt med Warner Brothers. Hans karriär tog inte fart med en gång och andra världskriget kom emellan. När han återvände till Hollywood 1945 gick hans kontrakt med Warner Brothers ut. Han gjorde vissa frilansroller under 40-talet, bland annat i Bröderna Marxs En natt i Casablanca (1946) och 1949 fick han kontrakt med Universal Studios. Där medverkade han i roller i storfilmer som Winchester '73 (1950) och Min vän Harvey (1950). I mitten på 1950-talet övergick Drake till att främst medverka i TV-serier - han gästspelade bland annat i Star Trek och Mannen från UNCLE. Sin sista roll inom film och tv gjorde han 1976.

## Filmografi i urval
- 1946 – En natt i Casablanca
- 1950 – Winchester '73
- 1950 – Min vän Harvey
- 1952 – Operation 'ilexpress'
- 1953 – Montana Kid
- 1953 – Moonlight Serenade
- 1955 – Morgondagen är vår
- 1955 – Åter från helvetet
- 1957 – Kvinnors längtan
- 1967 – Dockornas dal